# گمبت (استاتیک)

یک گمبت مونو-مونواستاتیک در حال بازگشت به موقعیت تعادل پایدار خود

گمبت (به مجاری: Gömböc) یک جسم همگن سه بعدی محدب است که وقتی روی یک سطح صاف قرار می‌گیرد فقط یک نقطه تعادل پایدار و یک نقطه تعادل ناپایدار دارد. وجود آن توسط ریاضیدان روسی ولادیمیر آرنولد در سال ۱۹۹۵ حدس زده شد و در سال ۲۰۰۶ توسط دانشمندان مجارستانی گابور دوموکوس و پیتر وارکانی اثبات شد. شکل گمبت منحصر به فرد نیست. دارای انواع بی شماری است که اکثر آنها نزدیک به یک کره هستند.
معروف‌ترین راه حل برای متمایز کردن آن از گمبت عمومی، با حروف بزرگ نوشتن گومبوچ (به انگلیسی: Gömböc) است، همان‌طور که در عکس نشان داده شده‌است، دارای بالای تیز است. شکل آن به توضیح ساختار بدن برخی از لاک پشت‌ها در رابطه با توانایی آنها برای بازگشت به وضعیت تعادل پس از قرار گرفتن برعکس کمک کرد. نسخه‌هایی ازگمبت به مؤسسات و موزه‌ها اهدا شده‌است و بزرگترین آن در نمایشگاه جهانی ۲۰۱۰ در شانگهای چین ارائه شد. در دسامبر ۲۰۱۷، یک مجسمه ۴٫۵ متری (۱۵ فوت) گمبت در بوداپست نصب شد.